# La Parka
Jesús Alfonso Escoboza Huerta (Hermosillo, Sonora, 4 de enero de 1966 - Hermosillo, Sonora, 11 de enero de 2020) fue un luchador profesional mexicano conocido como La Parka. Trabajó para la empresa mexicana Lucha Libre AAA Worldwide (AAA), además de también haber luchado para la empresa estadounidense Impact Wrestling. 

## Carrera

### Lucha Libre AAA Worldwide (1995-2020)
A principios de 1995, Escoboza se unió a Asistencia, Asesoría y Administración, en donde le fue asignado el personaje de Karis La Momia siendo el cuarto luchador para utilizar dicha identidad. El 30 de junio de 1995, Karis La Momia hizo su primera aparición en el programa AAA, junto con Espectro I, El Duende, Maniaco y Halloween, perdiendo ante Los Power Raiders en Triplemanía III. El 15 de mayo de 1996 Karis ganó su primer campeonato contra Blue Demon Jr. siendo el Campeonato Nacional Crucero. En Triplemanía IV Karis, Arunyo y The Killer derrotaron a Blue Demon Jr., El Torero y Máscara Sagrada Jr. Durante el verano de 1996, Karis trabajó en una storyline uniéndose a Los Payasos contra Los Junior Atómicos Máscara Sagrada Jr., Tinieblas Jr., Blue Demon Jr. y Halcón Dorado Jr. Los dos equipos se enfrentaron en un combate de cuatro contra cuatro en Triplemania IV-B, que ganó Los Junior Atómicos. El argumento continuó en Triplemanía IV cuando los dos equipos se enfrentaron en una lucha en jaula de acero como el principal evento del evento. En la lucha, Karis La Momia derrotó a Halcón Dorado Jr., obligándolo a desenmascararse, siendo esta su primera máscara ganada. 

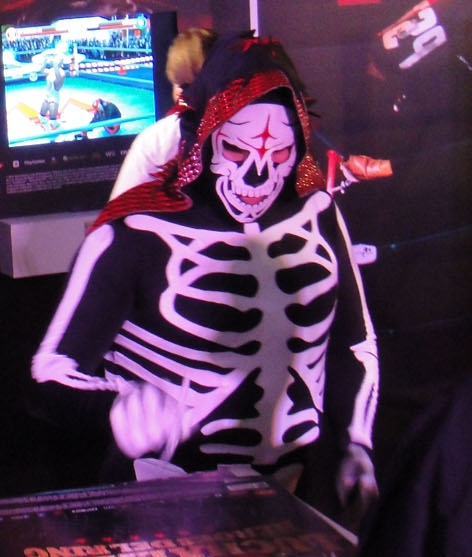
La Parka en 2010.

En noviembre de 1996, Karis La Momia recibió un nuevo gimmic y se vio obligado a abandonar el Campeonato Nacional Crucero. Posiblemente personificó a La Calaca (una variación del personaje del luchador en ese entonces conocido como La Parka con un traje con los colores invertidos y una máscara diabólica) en una función disputada en Arena Neza a finales de 1996. Este gimmic le fue dado más adelante a un rudo de Monterrey nombrado El Sanguinario. El 16 de noviembre debutó con el personaje de La Parka Jr. y, cuando L.A. Park abandonó la empresa, tomó el personaje de La Parka.
En el torneo Rey de reyes luchó en el grupo 4 con Super Porky, Dark Escoria y Kenzo Suzuki, eliminando a este último y ganando un lugar en la final de dicho torneo.
En la final se enfrentó a Latin Lover, Electro Shock y Silver King. En este combate, Silver King le aplicó un martinete contra una mesa, provocando su descalificación y que La Parka saliera lesionado en camilla.
Tuvo una gran rivalidad contra Silver King. En la mayoría de sus luchas, acababa ensangrentado o con su máscara rota.
En Triplemanía XVII participó en la lucha por la dirección de la empresa, la cual ganó saliendo en penúltimo lugar.
Llegó a formar equipo con Cibernético con quien también llegó a tener una rivalidad durante un largo tiempo, la cual culminó en una lucha de máscara vs máscara en Triplemania XII, siendo La Parka el ganador, dando a conocer la incógnita de Cibernético.
Participó en una lucha clasificatoria por el mega campeonato saliendo en octavo lugar pero fue eliminado en cuarto lugar por Cibernético.
En Rey de Reyes 2010, inició luchando en el grupo uno Junto a El Zorro, Chessman y Octagón pero fue derrotado. Durante la misma función, apareció L.A. Park, comenzando ambos con una rivalidad alrededor de los derechos sobre el personaje de La Parka. Se enfrentaron en una lucha en Triplemania XVIII, misma que ganó L.A. Park. Sin embargo, este triunfo quedó anulado, debido a que el árbitro que hizo la cuenta no era el reglamentario. El 4 de julio, La Parka derrotó a L.A. Park en una revancha.
En octubre de 2010, Cibernético se volvió contra La Parka y contra AAA, después de sentirse traicionado. Reformó su antiguo grupo, llamado Los Bizarros con Amadeus, Billy el Malo, Charly Manson, Escoria, Nygma y Taboo. La Parka y Cibernético comenzaron una acalorada rivalidad, durante la cual se dio a entender que Cibernético había hospitalizado al hijo de tres años de Parka.
En Triplemanía XXV luchó por la Copa Triplemanía donde salió ganador, tras vencer a Averno en el duelo final.

### Impact Wrestling (2018)

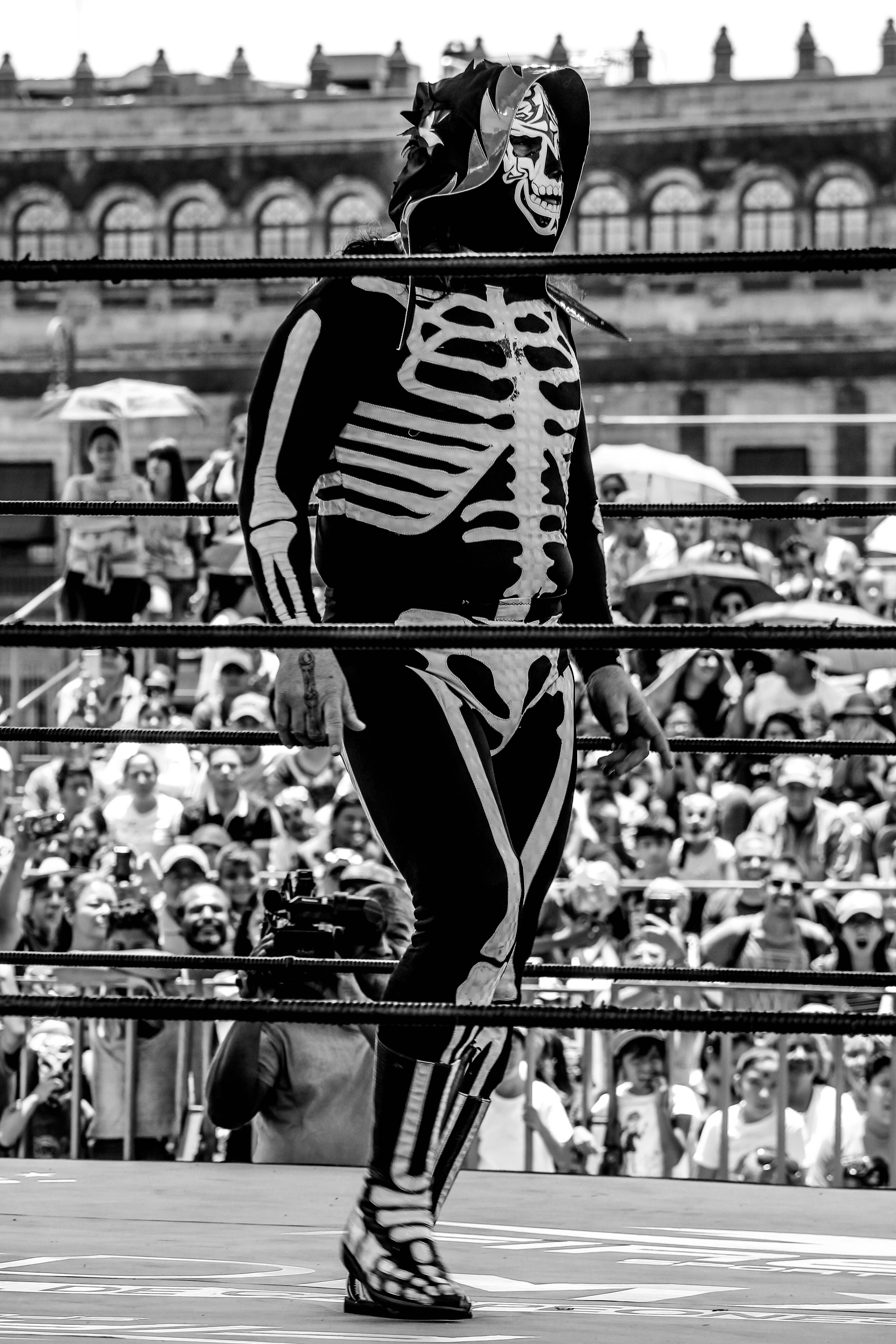
La Parka durante un evento de lucha en 2018

El 4 de octubre, Escoboza hizo su debut en la empresa estadounidense Impact Wrestling respondiéndole el reto abierto contra Eli Drake donde salió victorioso.

## Accidente en Monterrey
La noche del 20 de octubre de 2019, durante una función por el aniversario de la Arena Coliseo, en la ciudad de Monterrey, Nuevo León, sufrió un fuerte golpe al querer hacer un tope sobre Rush, debido a que sus pies se enredaron en las cuerdas del cuadrilátero, lo que hizo que se atorara y cayera de forma aparatosa contra el muro metálico que protegía al público. Sufrió una grave lesión cervical que le dejó inmóvil, motivo por el cual fue trasladado a un hospital de dicha ciudad y posteriormente intervenido quirúrgicamente con éxito para, posteriormente, ingresar a la Unidad de Cuidados Intensivos del mismo nosocomio para recuperar la movilidad y el habla.

## Muerte
Falleció el 11 de enero de 2020 a los 54 años de edad, producto de una insuficiencia renal y pulmonar en un hospital de la ciudad de Hermosillo. Tras ser conectado a un respirador artificial, sus pulmones y riñones no soportaron la intervención médica realizada previamente.
En días posteriores, varios luchadores nacionales e internacionales, así como personajes de otros ámbitos, se expresaron sobre la noticia y la pérdida de La Parka a través de Instagram, Twitter y Facebook. Entre esos luchadores, se encuentran Cibernético, Octagón, Chessman, Pagano, Andrade, Rush, Dragon Lee, El Hijo del Fantasma, Christopher Daniels, Rey Mysterio, Tommy Dreamer, Sammy Guevara, Taya Valkyrie, Big Swole, Salina de la Renta, Psycho Clown, L.A. Park, Shanna, Kalisto entre otros. Además, las empresas National Wrestling Alliance (NWA), The Crash, All Elite Wrestling (AEW), Major League Wrestling (MLW), Lucha Underground y el Consejo Mundial de Lucha Libre (CMLL), también mostraron sus condolencias.

## Luchas de apuestas
| Apuesta   | Ganador        | Perdedor             | Lugar                                     | Fecha                 |
| --------- | -------------- | -------------------- | ----------------------------------------- | --------------------- |
| Máscara   | Karis la Momia | Halcón Dorado Jr.    | Ciudad Madero, Tamaulipas                 | 15 de julio de 1996   |
| Máscara   | La Parka Jr    | Gigante Drako        | Naucalpan, Estado de México               | 5 de febrero de 2000  |
| Máscara   | La Parka       | El Hijo del Espectro | Tijuana, Baja California                  | 20 de abril de 2001   |
| Máscara   | La Parka       | Akuma                | Tijuana, Baja California                  | 10 de agosto de 2001  |
| Máscara   | La Parka       | Cibernético          | Naucalpan, Estado de México               | 20 de junio de 2004   |
| Máscara   | La Parka       | La Bestia            | Reynosa, Tamaulipas                       | 31 de agosto de 2004  |
| Cabellera | La Parka       | El Ángel             | Reynosa, Tamaulipas                       | 30 de agosto de 2005  |
| Máscara   | La Parka       | Destroyer II         | Reynosa, Tamaulipas                       | 25 de octubre de 2005 |
| Máscara   | La Parka       | Muerte Cibernética   | Naucalpan, Estado de México               | 18 de junio de 2006   |
| Nombre    | L.a. Park      | La Parka             | Palacio de los Deportes, Ciudad de México | 6 de junio de 2010    |

- Este combate fue ganado por L.A. Park luego de la intromisión de Los Perros del Mal, situación por la cual La Comisión de Box y Lucha Libre del Distrito Federal, dio por invalidado el resultado, continuando así ambos luchadores con sus mismos nombres.

## Campeonatos y logros
- DDT Pro-Wrestling
  - Ironman Heavymetalweight Championship (1 vez)

- Lucha Libre AAA Worldwide
  - Campeonato Nacional de Peso Crucero. (1 vez)
  - Campeonato Mundial Semicompleto LAW (1 vez)
  - Campeonato Nacional de Parejas (2 veces) — con Máscara Sagrada (1), Octagón (1)
  - Campeonato Nacional Atómico (1 vez) — con Los Juniors Atómicos
  - Campeón Mundial de la GPCW (1 vez)
  - Rey de Reyes (2001, 2003, 2005, 2007 y 2014)
  - Copa Antonio Peña (2013)
  - Copa Triplemanía (Cuarto Ganador)
  - Campeonato Vive Latino (2019)
  - Salón de la Fama AAA (2020)